# Nguyễn Thị Xuân
Nguyễn Thị Xuân (ur. 18 listopada 1997) – wietnamska zapaśniczka walcząca w stylu wolnym. Zajęła szesnaste miejsce na mistrzostwach świata w 2022 roku. 
Ósma na igrzyskach azjatyckich w 2018 i jedenasta w 2022. Piąta na mistrzostwach Azji w 2020 i 2024 roku.
Triumfatorka igrzysk Azji Południowo-Wschodniej w 2019, 2021 i 2023. Pierwsza na mistrzostwach Azji Południowo-Wschodniej w 2022 i 2023; trzecia w 2025. Brązowa medalistka plażowych igrzysk azjatyckich w 2014 i mistrzostw Azji juniorów w 2016 roku.